# Saxnäs kyrka
Saxnäs kyrka är en kyrkobyggnad i Saxnäs i Luleå stift. Den är församlingskyrka i Vilhelmina församling. 

## Kyrkobyggnaden
Den 19 oktober 1958 togs första spadtaget till Saxnäs kyrka och Allhelgonadagen 1959 invigdes kyrkan av biskop Ivar Hylander. Kyrkan är byggd i trä enligt Åke Lundbergs ritningar och har fasader av vitmålade stående träpaneler. Taket är brutet och täckt av tjärat trä.

## Inventarier
- Kyrkklockan var från början ett lån från Vilhelmina församling men efter en insamling fick Saxnäs kyrka en egen kyrkklocka som invigdes 1963.
- Altartavlan är målad av Kalle Hedberg.

### Orgel
- Orgeln är byggd 1969 byggd av Grönlunds Orgelbyggeri, Gammelstad och är en mekanisk orgel. Orgeln står i koret. Svällaren är till för alla stämmor i manualen utom Principal 4'.

| Manual            | Pedal      | Koppel   |  |
| Gedackt 8’ B/D    | Subbas 16’ | Man/Ped. |  |
| Principal 4' B/D  |            |          |  |
| Rörflöjt 4’ B/D   |            |          |  |
| Waldflöjt 2' B/D  |            |          |  |
| Cymbel II B/D     |            |          |  |
| Crescendosvällare |            |          |  |